# Anton David Steiger

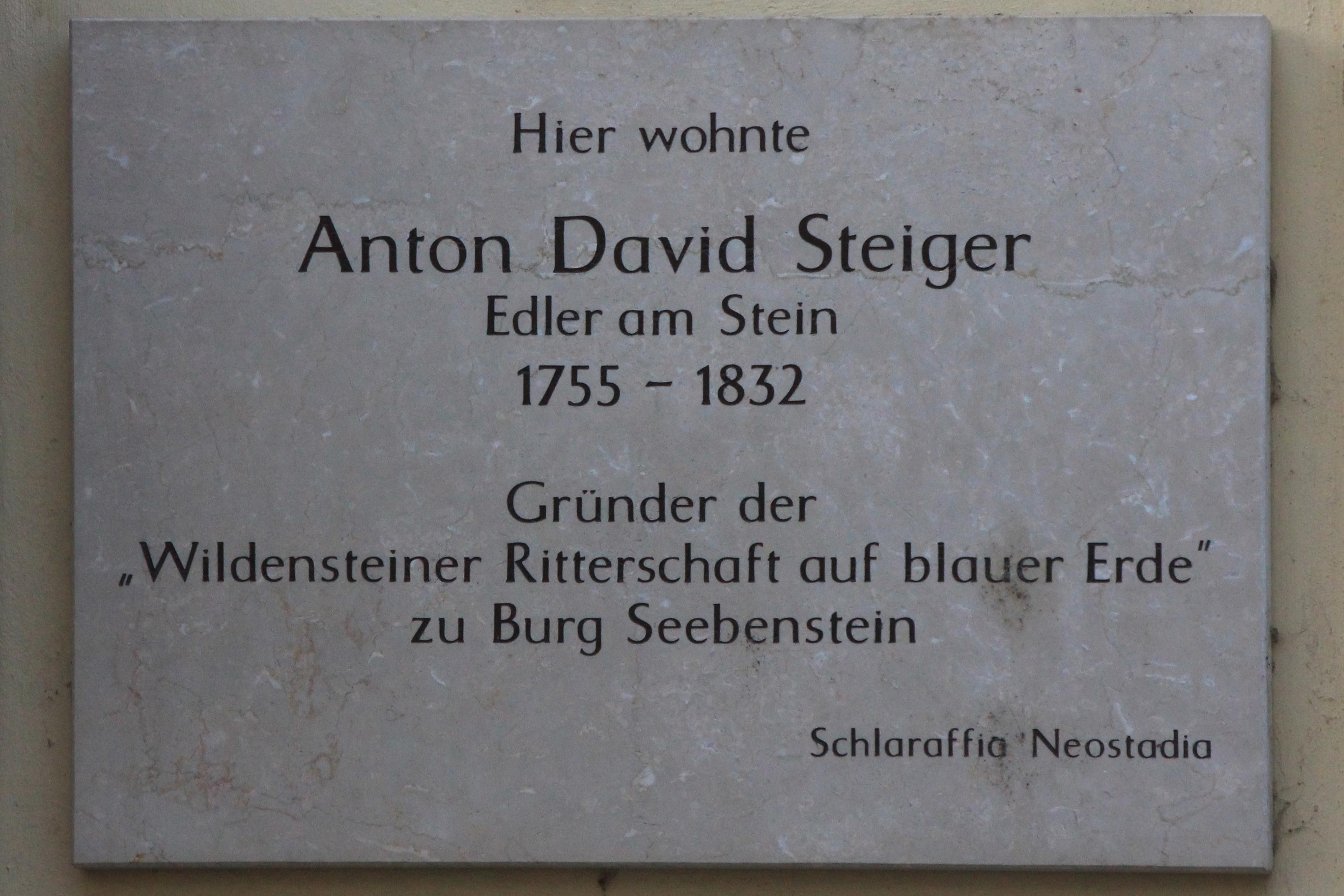
Gedenktafel in Wiener Neustadt

Anton David Steiger (* 2. Februar 1755 in Pöttsching; † 30. Jänner 1832 in Wiener Neustadt) war ein österreichischer Mineraloge und Bergbaupionier.

## Leben
Anton David Steiger war zuerst Schreiber der Herrschaften Gerasdorf, Saubersdorf und Krumbach und stand auch im Dienst des Fürsten Joseph Franz Palffy, der ihm ein Studium an der Bergakademie Schemnitz (heute Banská Štiavnica) ermöglichte. Durch Vermittlung des Geologen Ignaz Edler von Born wurde er Kaiser Josef II. empfohlen und bereiste seit 1785 in kaiserlichem Auftrag die Monarchie, um zum Abbau geeignete Kohlenflöze, Erzgruben usw. zu erkunden.
Er brachte es zu beachtlichem Wohlstand und pachtete im Jahre 1788 die im Besitz des Grafen Joseph von Pergen stehende, seit langem nicht mehr bewohnte Burg Seebenstein im südlichen Niederösterreich. Er bewahrte die zu diesem Zeitpunkt bereits verwahrloste Burg vor dem Verfall und stattete sie mit historischen Möbeln, Rüstungen, Waffen und einer beachtlichen Mineraliensammlung aus.
Anton David Steiger war ein begeisterter Anhänger der Ritterromantik und gründete im Jahre 1790 mit Gleichgesinnten unter seinem Ritternamen „Hainz am Stain der Wilde“ die Wildensteiner Ritterschaft auf blauer Erde, wobei die Burg Seebenstein als Stammsitz diente. Unter anderem gehörte diesem Ritterbund auch der Bruder des Kaisers Franz I., Erzherzog Johann als Hoch- und Großmeister an. Dieser Männerbund machte in den ersten Jahrzehnten des 19. Jahrhunderts viel von sich reden und erregte selbst die Neugier des Monarchen, Franz I., der im Jahre 1811 Anton David Steiger einen Besuch auf der Burg in Seebenstein abstattete.
1792 übernahm Anton David Steiger das Amt eines Ökonomierates in der Theresianischen Militärakademie in Wiener Neustadt. 1812 wurde ihm der Titel „Edler von Amstein“ verliehen. Sein Wappen bestand aus einem zweigeteilten Schild, wobei der obere Teil einmal gespalten war. In Feld 1 befand sich ein Steinbock, in Feld 2 in blau ein gekrönter Löwe, der in jeder Pranke einen Hammer hielt. Im unteren Teil war in silber ein Berg mit einem Eingang zu einem Bergwerk zu sehen und ein Luftschacht.
Dass seinem Ritterbund nicht nur der Bruder des Kaisers angehörte, sondern auch Freimaurer und Jakobiner die Burg in Seebenstein frequentierten, erregte bei den Beratern des Kaisers und insbesondere beim Staatskanzler, dem Fürsten Metternich, Verdacht. Im Jahre 1823 musste Steiger die Wildensteiner Ritterschaft auf blauer Erde auf Befehl des damaligen Regierungspräsidenten, Augustin Reichmann Freiherrn von Hochkirchen, auflösen. Ein Jahr später, 1824, verkaufte Reichsgraf Johann Karl von Pergen die Burg Seebenstein an den Fürsten Johann von Liechtenstein und Steiger musste seine geliebte Burg verlassen. Alle Einrichtungsgegenstände und insbesondere seine umfangreichen mineralogischen Sammlungen überließ Steiger dem Fürsten Liechtenstein.
Steiger suchte um seine Versetzung in den dauernden Ruhestand an und verbrachte die letzten sieben Jahren seines Lebens in Wiener Neustadt.
Er wurde auf dem inzwischen aufgelassenen Friedhof Sankt Ulrich in Wiener Neustadt begraben. Seinen Grabstein zierte folgende Inschrift:
Anton David Steiger Ritter von Amstein, geboren den 2. Februar (1)755, gestorben den 30. Jänner (1)832. Ihm, dessen Herz im Triebe für Rechtthun und Treue brach, weint hier der seinen Liebe, des Schmerzens Tränen nach.